# Матушка Россия

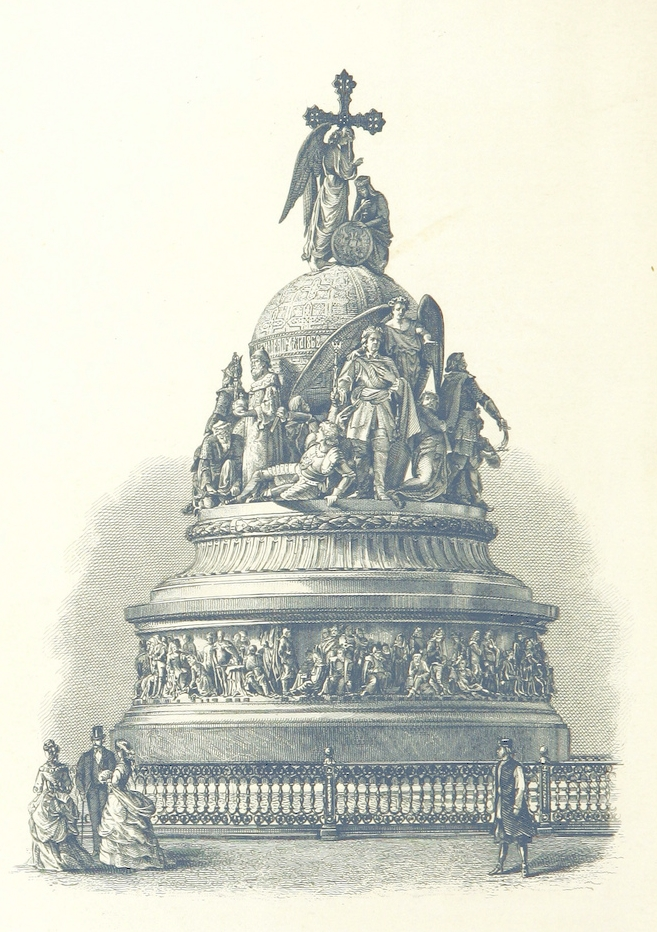
Памятник «Тысячелетие России», установленный в Великом Новгороде в 1862 году в честь тысячелетнего юбилея легендарного призвания варягов на Русь. Вершину монумента венчает группа из двух фигур — ангела с крестом в руке (олицетворение православной церкви) и коленопреклоненной женщины (олицетворение России)

Ма́тушка Росси́я (Росси́я-ма́тушка, Росси́я-ма́ть, Русь-ма́тушка) — национальная персонификация России внутри страны и за границей; важный компонент национальной идентичности, получивший отражение в литературе, искусстве, военной пропаганде, политической риторике, массовой культуре.

## Политическая риторика
Материнский символ страны является значимым элементом российской политической культуры. Для подтверждения собственной легитимности власть использует идею иерогамии, священного брака «России-Матушки» и правителя, который представлен в качестве её защитника от угрожающих ей врагов, внешних и внутренних. Политическая оппозиция, в свою очередь, привлекает образ Родины, страдающей от произвола власти, которая объявляется неправедной и зачастую национально чуждой (например, в народничестве XIX века).

## История

### Средневековый период
В древнерусской культуре получил распространение образ Русской земли, изображаемой в женском, чаще всего материнском, облике. В XVI веке она приобретает вид Святорусской матери-земли (Святой Руси) под влиянием работ Максима Грека и Андрея Курбского:
Прогрызли они чрево у матери своей, святой русской земли,
что породила и  воспитала их поистине на беду свою и запустение!Князь А. Курбский о сторонниках Иоанна Грозного

### Российская империя
В петровскую эпоху для обозначения государства чаще используется термин «Отечество», однако и образ России-Матери появляется в текстах Феофана Прокоповича и Гавриила Бужинского, а позднее В. Тредиаковского и М. Ломоносова. В последующие два столетия образ получает широкое распространение в литературе, изобразительном искусстве, музыке, военной и политической пропаганде.
Екатерина II была властной самодержицей и потакала прихотям дворян, за что Сенат предложил ей принять титул «Мать Отечества», царица отказалась, но впоследствии титул негласно закрепился за ней, и верноподданные часто обращались к ней как «Матушка». Успехи Российской Империи в последней трети XVIII столетия тоже ассоциировались с Екатериной II.

### Советский период

Монумент «Родина-мать зовёт!» на Мамаевом кургане

В период Октябрьской революции и Гражданской войны образ активно включается в пропаганду сторонников Белого движения, интерпретировавшую борьбу с большевиками в качестве сражения с «инородцами» как «угнетателями России-Матушки». Идея страдающей Родины характерна и для культуры Русского Зарубежья.
И воинство с ‘красной звездою’
Приняв роковую печать,
К кресту пригвождает с хулою
Несчастную Родину-Мать!С. Бехтеев
В идеологии большевизма с приоритетом классового над национальным («Пролетарии не имеют отечества») образ России-матушки игнорировался или же использовался как символ отсталости царской России, её косности, а также национального гнёта.
В советскую пропаганду материнский образ страны возвращается в образе Советской Родины-Матери, ставшем ключевым элементом советского патриотизма, в середине 1930-х гг. В отличие от дореволюционной «России-Матушки», Советская Родина представлена как мать всех народов СССР.
Образ стал одним из наиболее заметных в период Великой Отечественной войны, начало которой ознаменовалось появлением плаката И. Тоидзе «Родина-мать зовёт!», ставшего символом своего времени. К материнскому образу страны отсылали такие сюжеты культуры военного времени, как мать, благословляющая сына на борьбу с врагом; мать, защищающая своё дитя; страдания советских женщин.
В период Холодной войны материнский символ страны используется в практиках коммеморации, в легитимации власти в СССР, а также в идеологической конфронтации с Западом. Образ скорбящей Родины-Матери, оплакивающей своих сыновей и дочерей, павших в Великой Отечественной войне, подчёркивал роль страны в борьбе за мир против американских империалистов как «поджигателей войны» (Один из наиболее известных — на Пискарёвском мемориальном кладбище). Силу и непобедимость СССР символизировал другой лик Родины-Матери — воительницы с мечом в руках (монументы в Волгограде, Киеве, Калининграде).

### Постсоветский период
Распад СССР сопровождался деконструкцией символов советской эпохи, включая Родину-Мать, что отразилось в возникновении альтернативных женских образов России (мачехи, публичной женщины).
Оппозиция 1990-х активно использовала образ униженной России-Матушки для критики режима Б. Ельцина.
Для 2000-х годов характерны «реабилитация» властью образа России-Матушки и включение его во внутриполитическую и внешнеполитическую пропаганду и демографическую политику, а также в репрезентации страны как полиэтнического и многоконфессионального государства.
Образ популярен в современной российской культуре, включая музыку и поэзию, помещается на рекламные плакаты, спортивные баннеры и др.

## «Россия-Матушка» в зарубежной культуре
«Россия-Матушка» является важным компонентом западного взгляда на Россию, будучи призванным обозначить подлинную русскость и показать отличие России от Запада.
Настоящий русский нам внутренне чужд… Он сам всё это время сознавал, проводя разграничительную черту между «матушкой Россией» и ЕвропойОсвальд Шпенглер
С одной стороны, «Россия-Матушка» вызывает симпатию благодаря своей открытости, душевности, близости к природе, братству, преодолевающему западный эгоизм. С другой стороны, этим термином пользуются, характеризуя «архаичность» России, её «нецивилизованность», русский национализм. Получил широкое распространение в западной массовой культуре, появляясь в фильмах, беллетристике, карикатурах, поп-музыке, компьютерных играх.
- Mütterchen Russland — песня из альбома Veni Vidi Vici австрийского певца Nachtmahr (кавер группы Xe-NONE на русском языке также включён в этот альбом).
- Mother Russia — песня из альбома No Prayer for the Dying группы Iron Maiden.
- В тексте песни Panzerkampf группы Sabaton.
- Mother Russia — песня группы Renaissance.
- Mother Russia — песня из альбома Floodland группы The Sisters of Mercy.
- Mother Russia (Doctor Who audio) — аудиодрама, поставленная по мотивам британского сериала «Доктор Кто».
- «For Mother Russia!» — боевой клич русского борца Зангиева в популярной игре Street Fighter IV.
- Mother Russia — персонаж комикса Мордобой.
- Muva Russia — микстейп американского хип-хоп исполнителя Fat Trel (Фэт Трел[англ.]).

## Галерея

Россия-матушка, примеры изображений
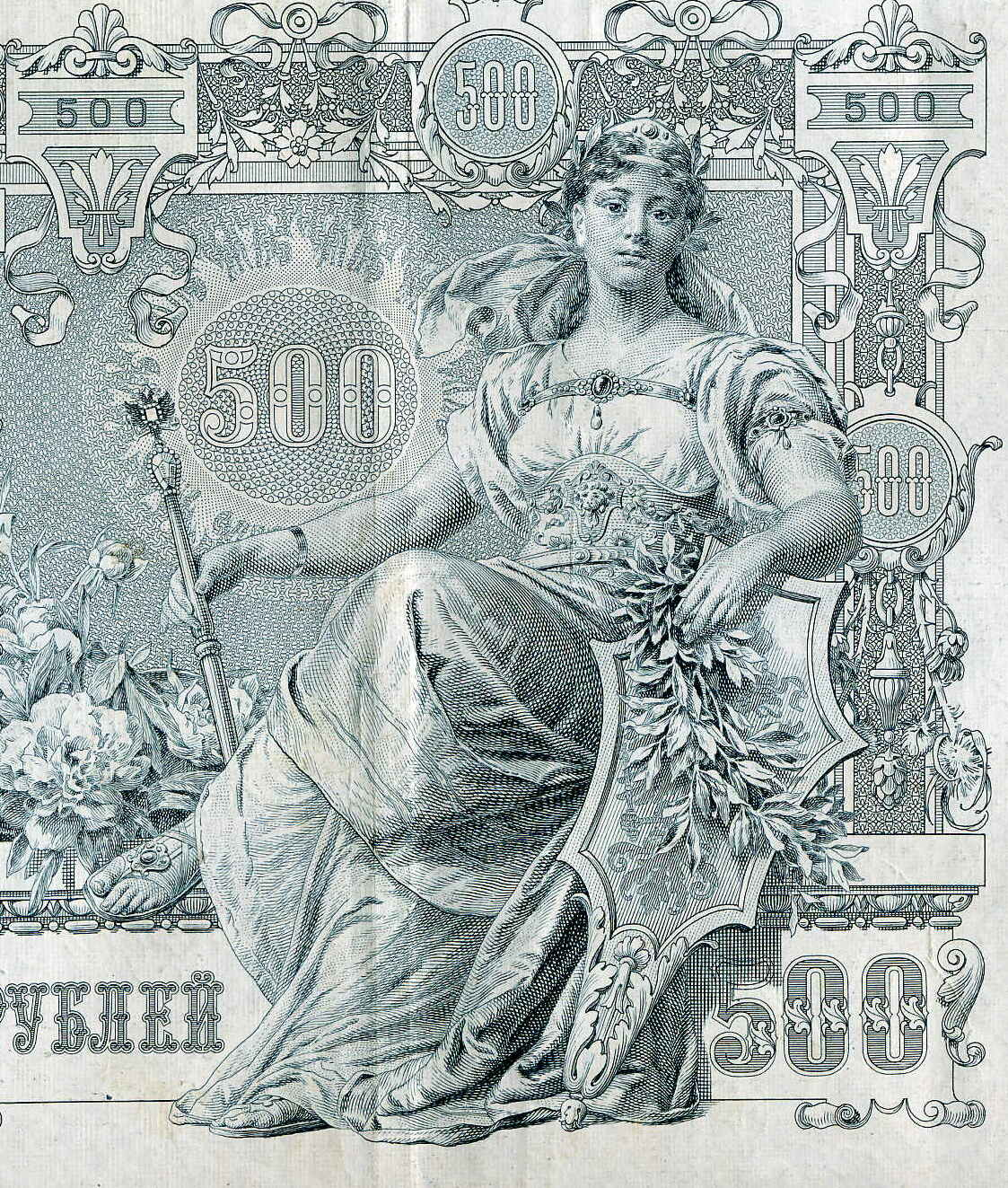
Персонификация России на купюре 500 рублей 1912 года Российской империи
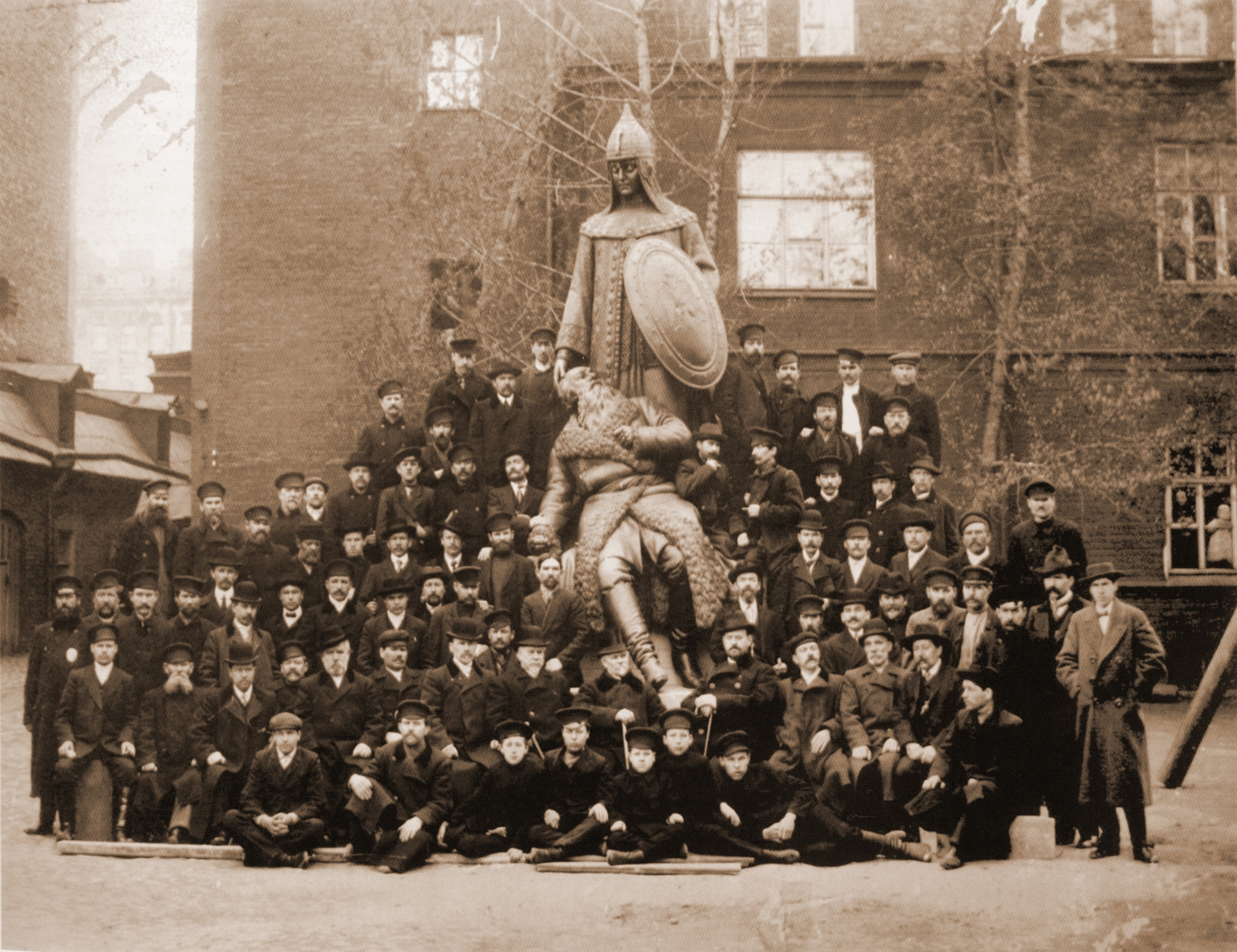
Работники фирмы Верфель у скульптуры «Сусанин и Россия». 1913 г.
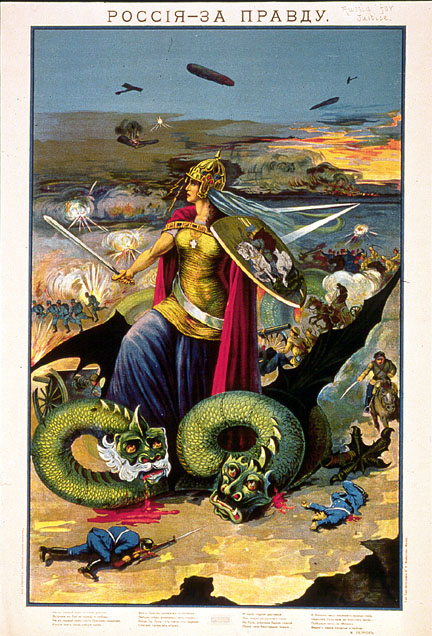
«Россия—за правду». Плакат. 1914 г.
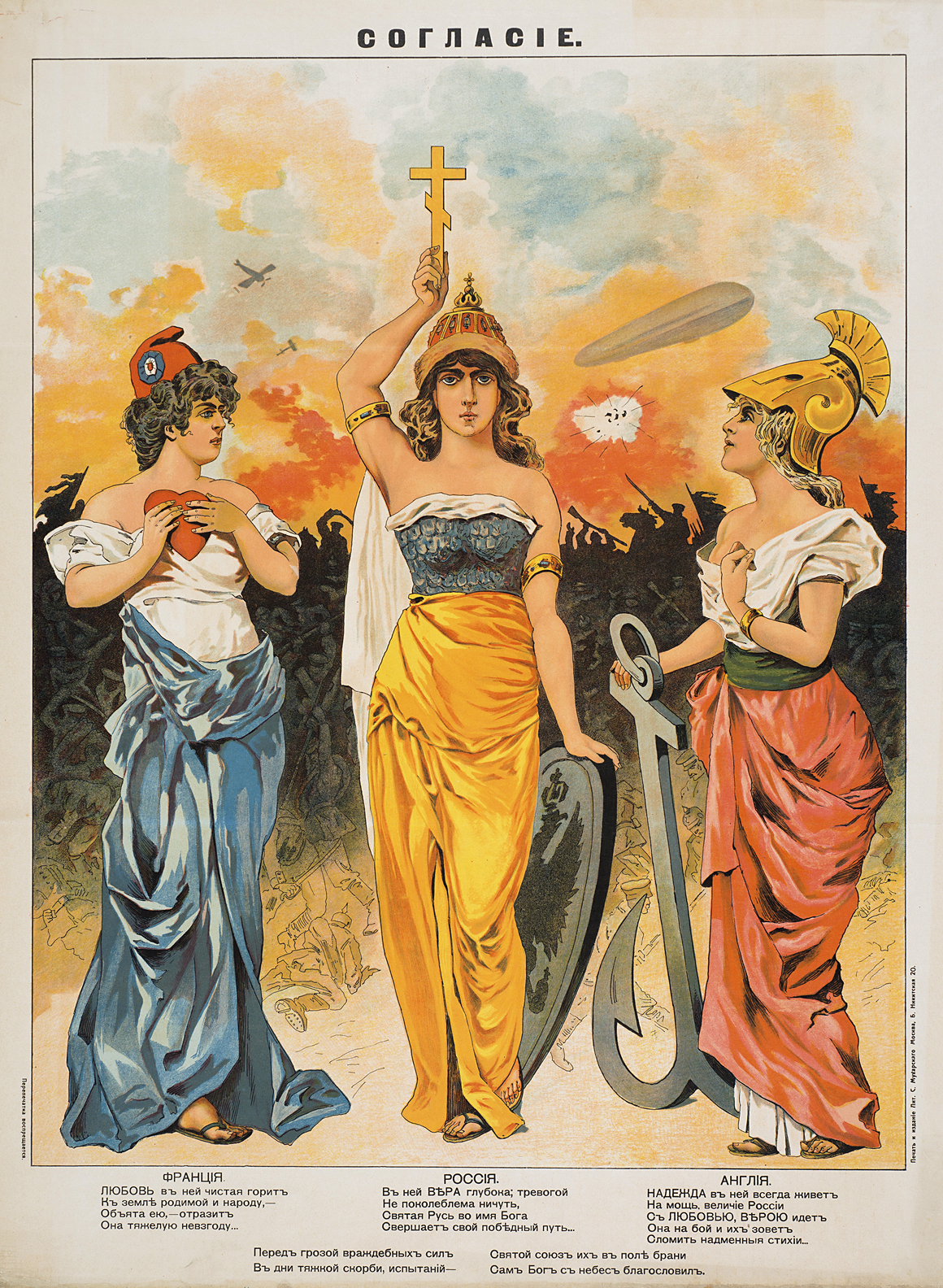
«Согласие». Лубок. 1914 г.
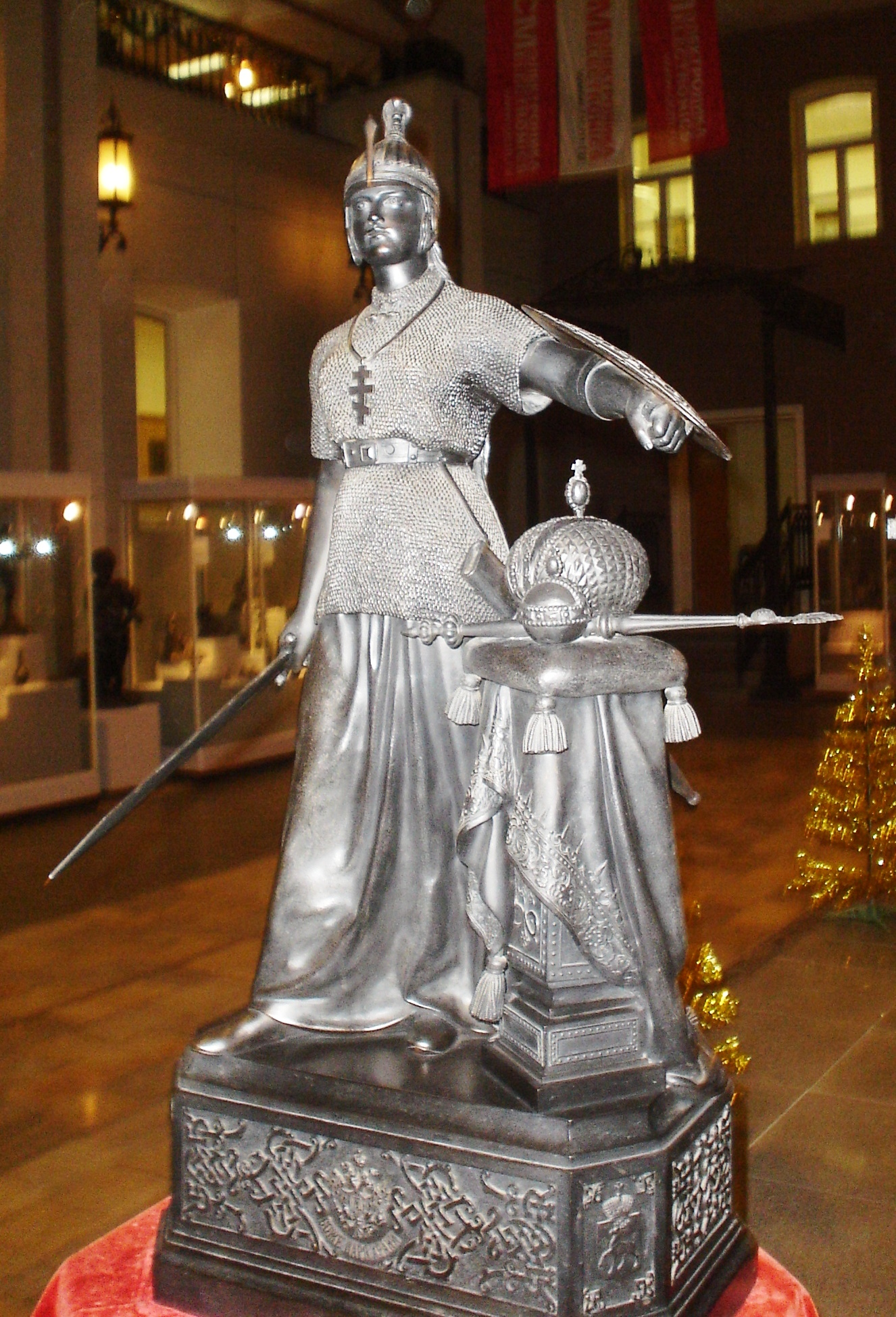
«Россия». Н. Лаверецкий. 1896 г.
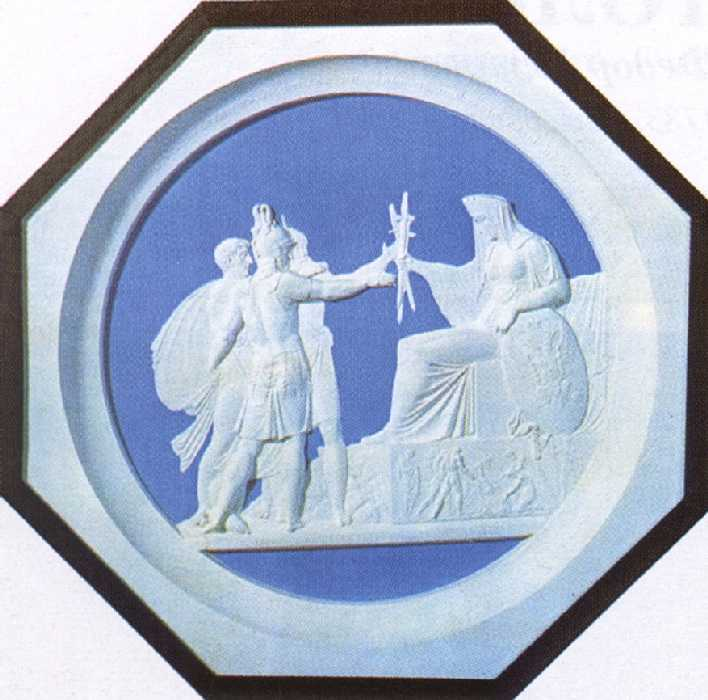
«Народное ополчение». Ф. Толстой. 1816 г.
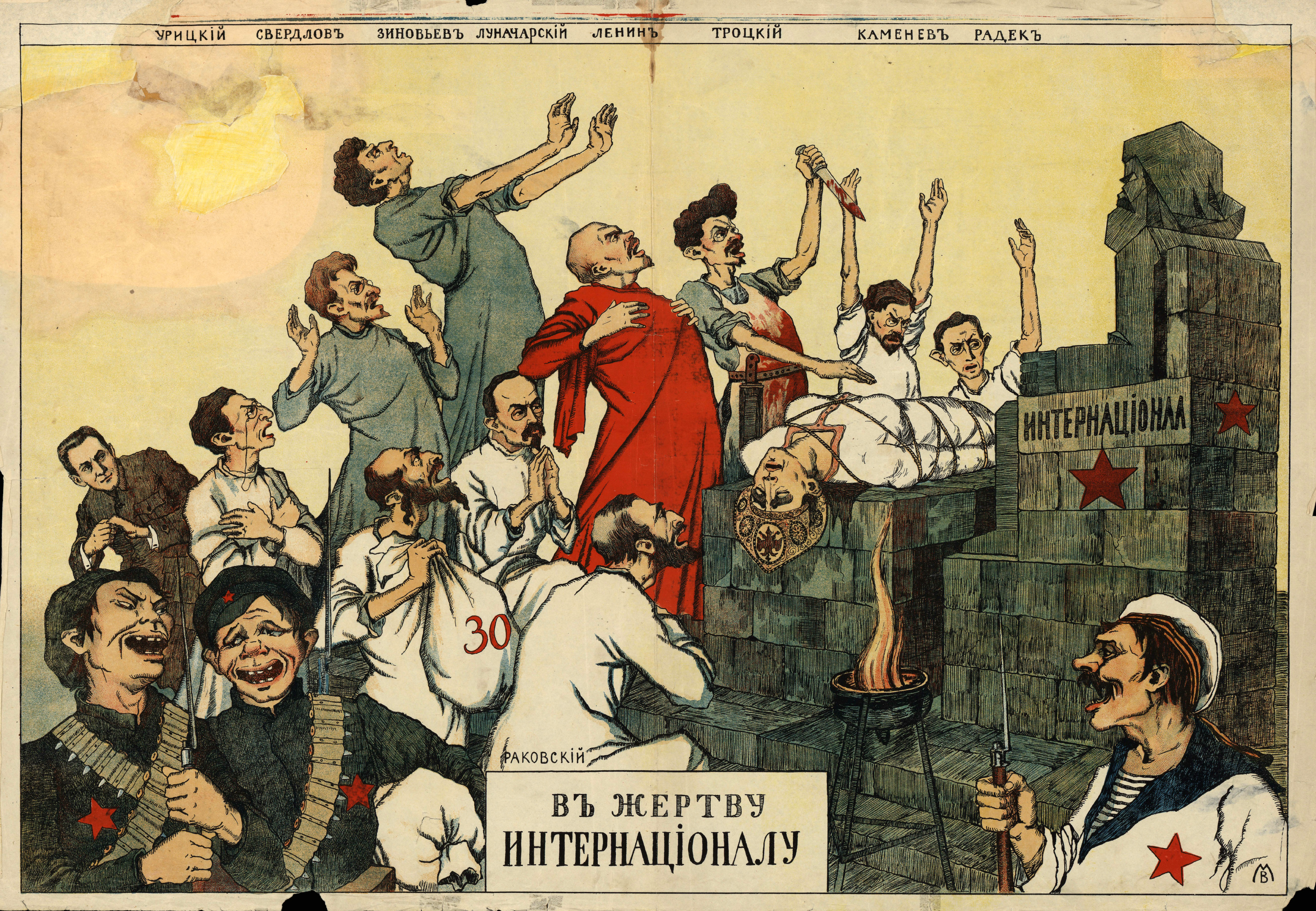
«В жертву Интернационала». Белогвардейский плакат. 1920 г.